# Saigo no kajitsu/Mitsubashi to kagakusha
Saigo no kajitsu/Mitsubashi to kagakusha (さいごの果実／ミツバチと科学者? lett. "L'ultimo frutto / L'ape e lo scienziato") è un singolo della cantante giapponese Maaya Sakamoto, pubblicato il 21 novembre 2007. Saigo no kajitsu è stato utilizzato come sigla di chiusura dell'OAV legato a Tsubasa Chronicle Tsubasa TOKYO REVELATIONS.

## Tracce
CD singolo
1. Saigo no kajitsu (さいごの果実?) - 4:51
2. Mitsubachi to kagakusha (ミツバチと科学者?) - 3:49
3. Saigo no kajitsu (w/o Maaya) (Instrumental) - 4:50
4. Mitsubachi to kagakusha (w/o Maaya) (Instrumental) - 3:46
5. Saigo no kajitsu (short size) (Short Version) - 2:29

Durata totale: 19:48

## Classifiche
| Classifica (2007)                        | Posizione più alta |
| ---------------------------------------- | ------------------ |
| Giappone (Classifica settimanale Oricon) | 19                 |